# Hanan-dinasztia
A Cuzcói Birodalom vagy Cuzcói Királyság utolsó kilenc uralkodóját a Hanan-dinasztia adta. Ők voltak a Hanan-dinasztiabeli sapa inkák. 
| Portré | Uralkodó           | Uralkodott | Megjegyzés |
| ------ | ------------------ | ---------- | --- |
|        | Inka Roca          | 1350-1380  | Inka Roca államcsíny révén került hatalomra unokatestvére, Capac Yupanqui ellen. |
|        | Yahuar Huacac      | 1380-1410  | Nevének jelentése: "aki vért sír". |
|        | Viracocha          | 1410-1438  | A Cuzco körüli 32 km-es körzetről uralkodása alatt a birodalom területe a Cuzco körüli 40 km-es körzetre nőtt. |
|        | Pacsakutek Jupanki | 1438-1471  | Uralkodása alatt Cuzco faluból olyan birodalommá nőtte ki magát, amely képes volt versenyezni és végül megelőzni a Chimu birodalmat az északi parton. Megkezdte a hódítás korszakát, amely három generáción belül kiterjesztette az inka uralmat a Cuzco völgyétől Dél-Amerika nyugati részének jelentős részéig. |
|        | Tupac Jupanki      | 1471-1493  | Tupac Jupanki az ecuadori Manta-ból a polinéziai Mangareva és Pascua szigetekre hajózva utazott az óceániai kontinensre. A Kolumbusz előtti Dél-Amerika nyugati partján az inkák és más kultúrák a rusztikus balsa fa hajók és nádhajók kezelésével bizonyították a tengeri hajózás ismeretét. |
|        | Huayna Capac       | 1493-1527  | Bár Huayna Capac hódításainak mértéke lényegesen kisebb volt, mint apjáé és nagyapjáé, sokkal tovább tartottak; közel húsz évig távol volt Cuzco fővárosától. |
|        | Ninan Cuyohi       | 1527       | Néhány napos uralkodás után meghalt, szinte biztosan himlőben, amelyet a spanyol hódítók hoztak a kontinensre, miközben az apjával a mai Ecuadorban kampányoltak. Ninan Cuyochi korai halála az egész birodalmat utódlási űrbe taszította, amelyből soha nem tudott teljesen felépülni. |
|        | Huáscar            | 1527-1532  | Huayna Capac halálát megelőzően birodalmát a számára legkedvesebb fiai között két részre osztotta. Huáscar a déli területek fölött szerezte meg a hatalmat, míg féltestvére, Atahualpa az északi területeknek lett a kormányzója. Nem sokkal később azonban háború robbant ki a két testvér között, amelynek pontos oka nem tisztázott. Juan de Betanzos krónikás szerint, akitől a legtöbb információnk származik a Huáscar-Atahualpa konfliktust illetőn, a féltestvérek közötti harc Huáscar zsarnoksága miatt robbant ki. |
|        | Atahualpa          | 1532-1533  | Az utolsó legitim inka uralkodó. |

Tehát a Hanan-dinasztia a Hurin-dinasztia afféle oldalága volt. Miután a gyermektelen Atahualpát Pizzaro kivégeztette, a dinasztia kihalt. Az inka birodalom is megszűnt.